# 加西サイサイまつり

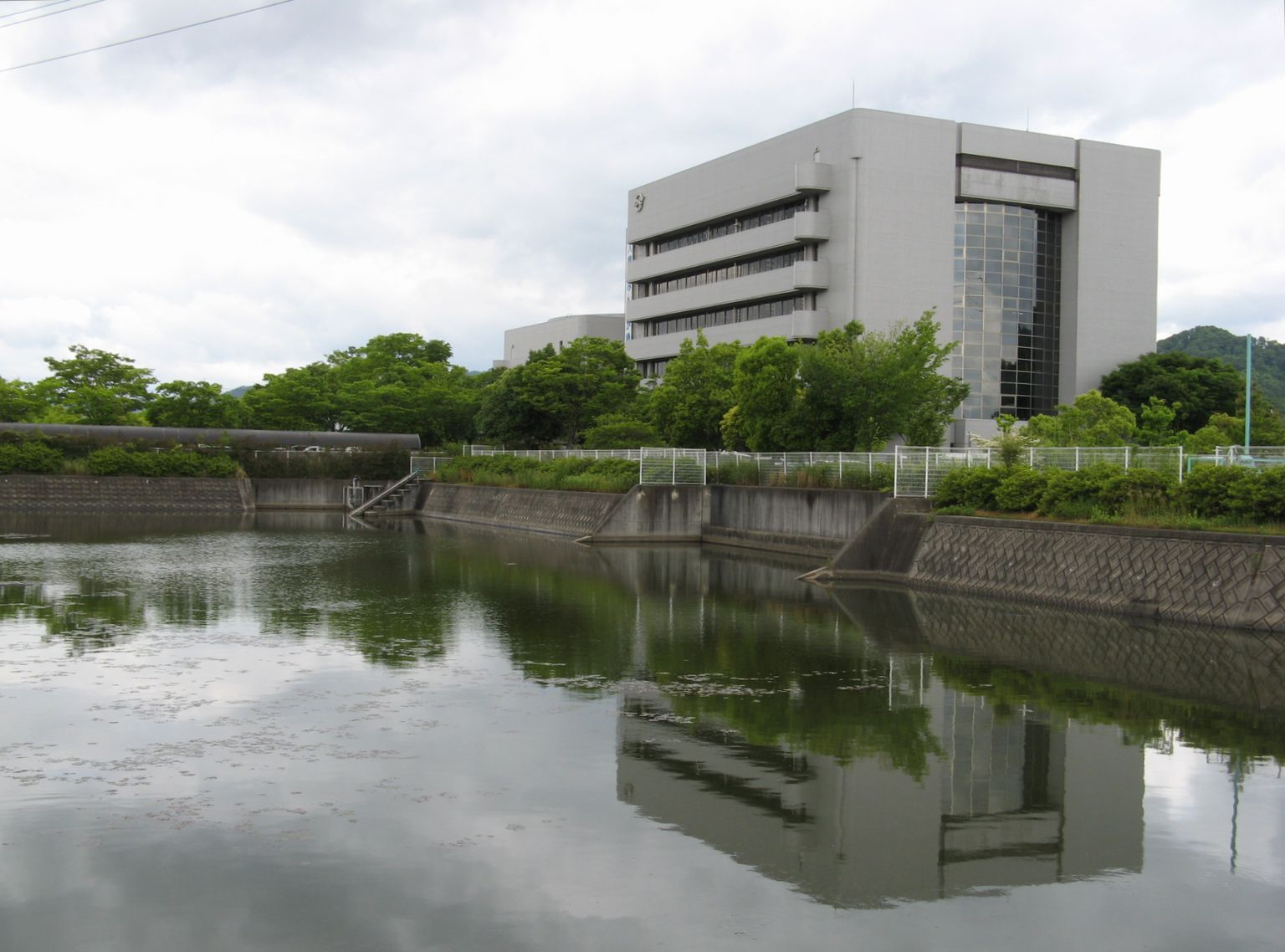
毎年会場となる加西市役所

加西サイサイまつり（かさいサイサイまつり）は兵庫県加西市で1977年から毎年8月の第一土曜日と日曜日に行われる祭りである。

## 解説
夜の8時30分からは約1000発ある花火を20分ほど打ち上げる。
毎年会場は加西市役所の駐車場と本館の1階、2階、3階である。